# E-Muzyka
e-muzyka – największy polski agregator i dystrybutor muzyki cyfrowej z siedzibą w Warszawie. Posiada oficjalne członkostwo w Związku Producentów Audio-Video. Obsługuje ponad 130 wytwórni, w tym m.in.: Sony Music, Warner Music, Jazzboy Records, ZPR Media, MJM Music PL, SBM Label, czy Mystic Production. Ponadto dystrybuuje takich niezależnych wykonawców jak Roxie, czy Patty.
Przedsiębiorstwo dysponuje prawami autorskimi do milionów utworów muzycznych oraz obsługuje serwisy muzyczne na potrzeby kampanii marketingowych takich marek jak Telewizja Polska, Payback, Crunchips, czy Disney.

## Struktura

### Zarząd[7]
- Prezes: Jan Ejsmont
- Wiceprezes: Łukasz Kmiecik
- Rada nadzorcza:
  - Andrzej Puczyński
  - Ewa Szmidt–Belcarz
  - Piotr Świątek
  - Natalia Korzeniecka-Walak
  - Karol Ignatowicz

## Spółka GPW
Na Giełdzie Papierów Wartościowych w Warszawie funkcjonuje pod skrótem EMU. W sierpniu 2021 kurs akcji e-Muzyki wynosił 4,90 złotych.